# Doctrine Dahiya

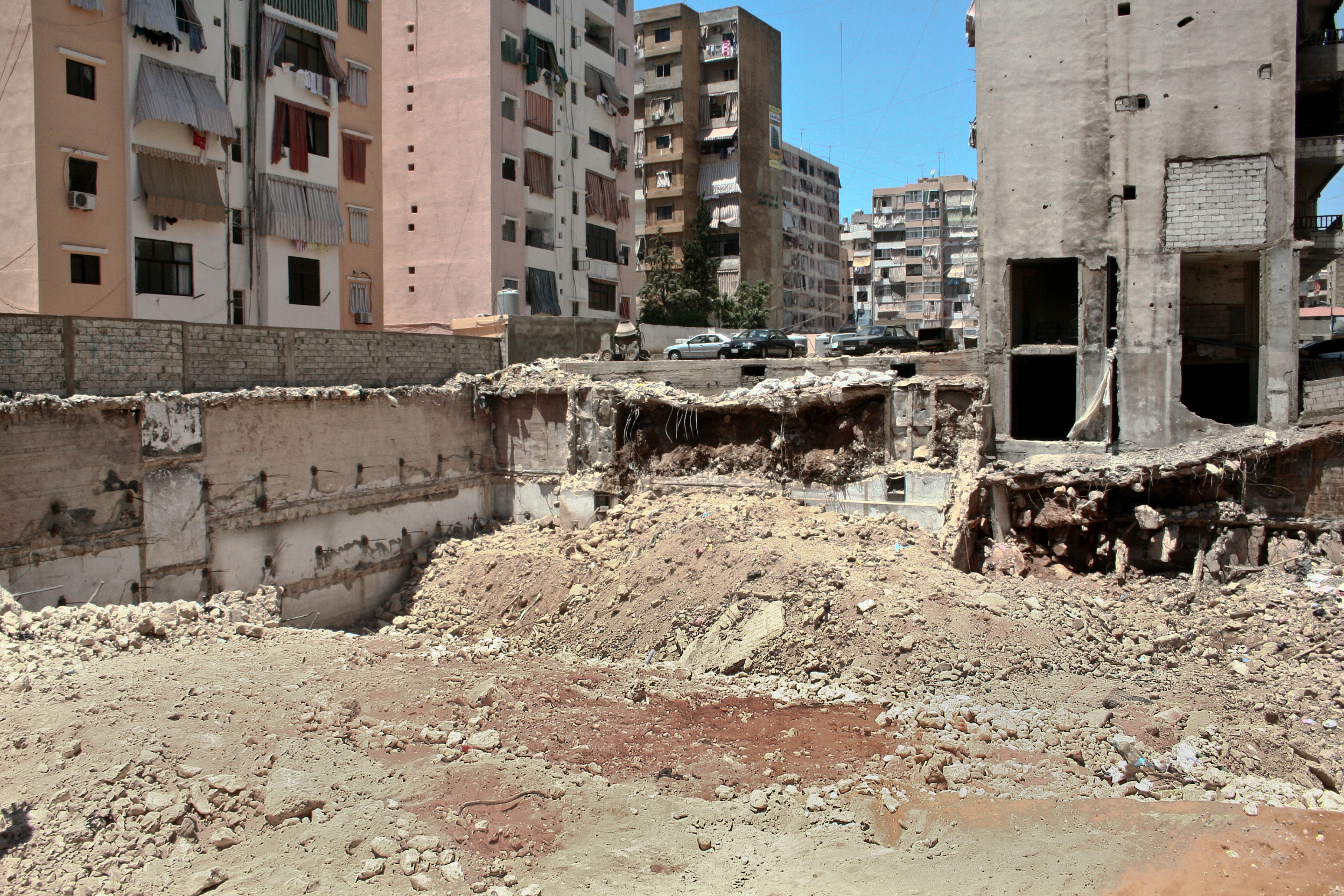
Immeubles détruits à Dahieh Janoubyé.

La doctrine Dahiya est une doctrine militaire israélienne qui prône un usage de la force disproportionné au cours de représailles contre des zones civiles servant de base à des attaques. Il s'agit, contre le principe fondamental du droit de la guerre, de ne plus faire de distinction entre cibles civiles et militaires. Cette doctrine a été formulée à la suite du conflit israélo-libanais de 2006 par le général israélien Gadi Eizenkot. Elle porte le nom de la Dahieh Janoubyé, la banlieue sud de Beyrouth, zone densément peuplée qui abritait un bastion du Hezbollah et qui a été rasée par les bombardements israéliens lors du conflit de 2006.
Le but déclaré est la dissuasion, dans un contexte de guerre asymétrique en milieu urbain. 
Le nom « Dahiya » fait référence à la banlieue de Beyrouth (au Liban), où le Hezbollah, milice chiite, domine ; en 2006, l'armée israélienne bombarde de manière intensive la Dahieh Janoubyé à la suite du kidnapping de quelques soldats israéliens par le Hezbollah. 

## Énoncés de la doctrine
La première formulation publique de cette doctrine eut lieu en octobre 2008, dans une interview à l'agence Reuters au cours de laquelle le général Eizenkot déclare :

« Ce qui est arrivé au quartier Dahiya de Beyrouth en 2006 arrivera à tous les villages qui servent de base à des tirs contre Israël. […] Nous ferons un usage de la force disproportionné [sur ces zones] et y causerons de grands dommages et destructions. De notre point de vue, il ne s'agit pas de villages civils, mais de bases militaires. […] Il ne s'agit pas d'une recommandation, mais d'un plan, et il a été approuvé. […] S'en prendre à la population est le seul moyen de retenir Nasrallah,. »

L'Institut d'études de sécurité nationale de l'Université de Tel Aviv publie un ouvrage intitulé Disproportionate Force: Israel's Concept of Response in Light of the Second Lebanon War (Force disproportionnée : le concept de réponse d'Israël à la lumière de la seconde guerre du Liban), de Gabi Siboni, colonel de l'armée israélienne, qui présente la doctrine Dahiya comme le meilleur moyen de réagir aux attaques de groupes armés. 

## Analyses juridiques
Selon Heidi Matthews, professeure canadienne de droit à la Osgoode Hall Law School, causer « des dommages clairement disproportionnés à des civils en utilisant des moyens qui atteignent de manière indiscriminée les civils et les combattants rend la doctrine elle-même illégale, dans le sens où elle équivaut à une version de la punition collective ». 
Selon Seth Anziska, professeur au University College de Londres, les guerres menées par Israël au Liban en 2006 puis en 2024, ainsi qu'à Gaza « ont repoussé les limites du droit humanitaire international, créant de nouveaux précédents dangereux ».
Selon Tewfik Hamel, spécialiste d'histoire militaire, cette doctrine « pose problème au regard du droit international, notamment la convention de Genève de 1949 » dans la mesure où elle traite de la même manière les civils et les cibles militaires. Cette doctrine n'est pas reconnue officiellement par Israël.

## Applications ultérieures à 2006

### Liban
Après la guerre au Liban de 2006, l'armée israélienne a mis en application la doctrine Dahiyeh à Gaza,,, puis de nouveau au Liban lors de la campagne de bombardements massifs contre ce pays dès le 23 septembre 2024.
Toutefois selon Amal Saad, professeure de sciences politiques à l'université de Cardiff, les bombardements au Liban de septembre et octobre 2024 « ressemblent davantage à la "doctrine de Gaza", qui est similaire, mais dont l'objectif est de cibler et de déplacer spécifiquement une communauté » ; elle estime que ces opérations militaires au Liban vont « au-delà de la doctrine Dahieh ».

### Gaza
La riposte militaire israélienne lors de guerre à Gaza est jugée disproportionnée par Haut-Commissariat des Nations unies aux droits de l'homme et de nombreux analystes, qui avancent diverses explications. Dans un premier temps, plusieurs ont attribué à Israël l'objectif de dissuader les Palestiniens de procéder à de nouvelles attaques, conformément à « la doctrine Dahiya », qui théorise l'usage disproportionné de la force par l'armée israélienne. 
Dès la fin du mois d'octobre 2023 sont évoqués d'autres objectifs de cette « riposte disproportionnée » : l'expulsion des Palestiniens de Gaza, qui seraient « encouragés » à émigrer en masse.